# Verdejaure
Verdejaure är en sjö i Arjeplogs kommun i Lappland och ingår i Umeälvens huvudavrinningsområde. Sjön har en area på 0,674 kvadratkilometer och ligger 866,2 meter över havet. Sjön avvattnas av vattendraget Verdejåkkå.

## Delavrinningsområde
Verdejaure ingår i det delavrinningsområde (738101-148985) som SMHI kallar för Utloppet av Verdejaure. Medelhöjden är 996 meter över havet och ytan är 26,23 kvadratkilometer. Det finns inga avrinningsområden uppströms utan avrinningsområdet är högsta punkten. Verdejåkkå som avvattnar avrinningsområdet har biflödesordning 4, vilket innebär att vattnet flödar genom totalt 4 vattendrag innan det når havet efter 508 kilometer. Avrinningsområdet består mestadels av kalfjäll (96 procent). Avrinningsområdet har 0,79 kvadratkilometer vattenytor vilket ger det en sjöprocent på 3 procent.